# Faena
Pour l’article homonyme, voir Casa Faena.

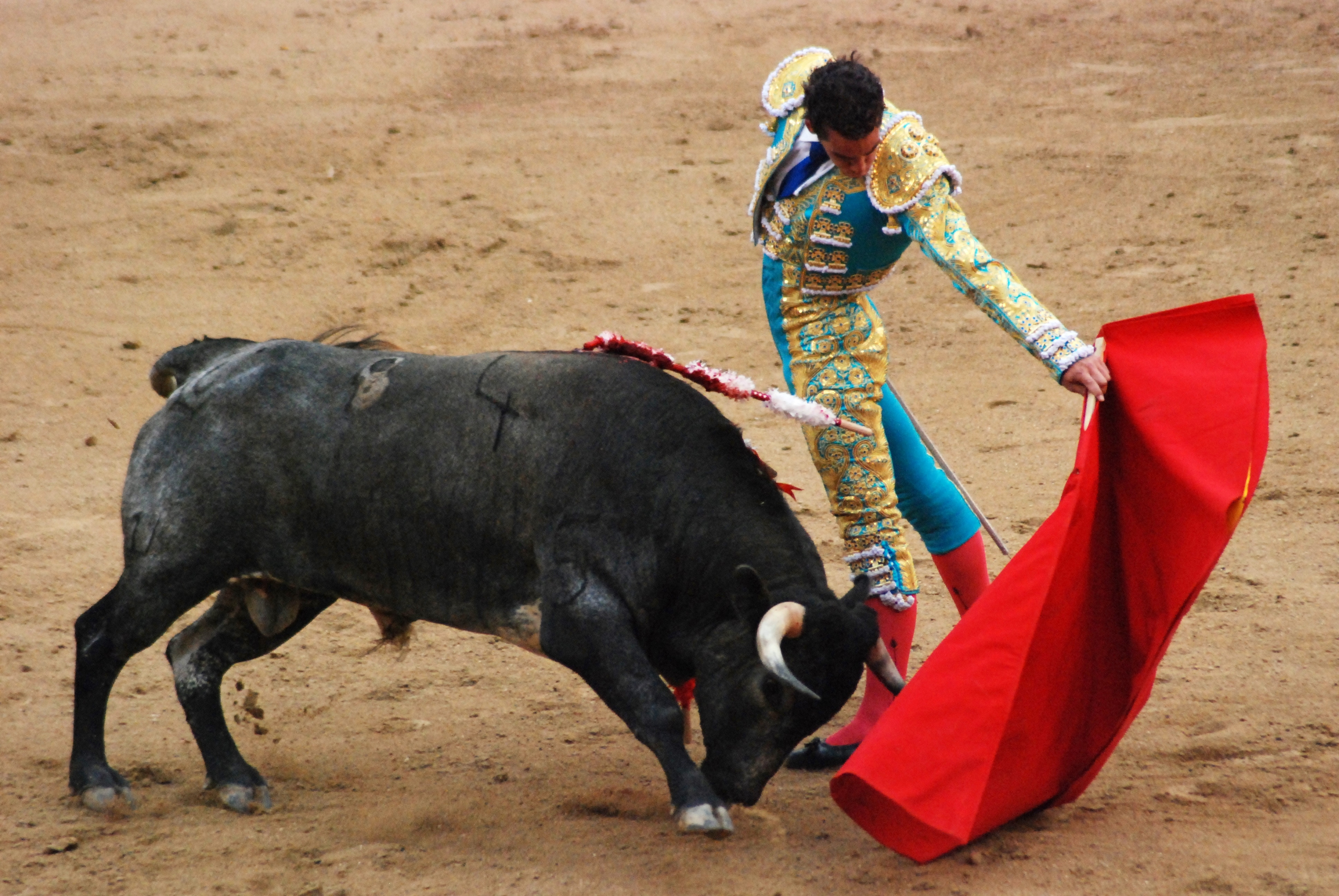
Faena de muleta aux arènes de Madrid.

Dans le monde de la tauromachie, la faena (le travail) ou faena de muleta est le troisième acte (tercio) d'une corrida, dans la préparation de l'estocade. Le trasteo est un synonyme de faena.

## Présentation
La faena est le travail à pied du matador à l'aide de la muleta, leurre en tissu rouge, et d'une épée. La faena prépare le taureau à la mort (estocade). 
Théoriquement ce terme peut s'appliquer en dehors de l'arène à toute opération effectuée sur le taureau, et dans l'arène, à toute brega, c'est-à-dire à l'ensemble des actions sur le taureau et des diverses suertes, tout au long de la corrida. En pratique, la faena désigne seulement le travail de muleta au troisième tercio, partie de la lidia qui n'a pas cessé de prendre de l'importance dans la tauromachie moderne.
À l’origine, les hommes à pied n'étaient que des auxiliaires des varilargueros (porteurs de longues lances, ancêtres des picadors), et c'était le tercio de piques qui avait la plus grande importance. La faena de muleta se limitait à quatre ou cinq passes de réglage destinées à mettre en place le taureau ; aujourd’hui, le matador qui en ferait si peu déclencherait une énorme bronca. 
Tout comme celles de cape, les passes de muleta sont innombrables. Les principales sont les suivantes :
- La « naturelle » (espagnol : natural). La muleta est tenue dans la main gauche, le taureau chargeant depuis la droite du matador.
- La « passe de poitrine » (espagnol : pase de pecho ou tout simplement pecho). La muleta est tenue dans la main gauche, le taureau chargeant depuis la gauche du matador.
- Le « derechazo » (mot espagnol signifiant « de la droite »). La muleta est tenue dans la main droite et agrandie à l’aide de l’épée tenue elle aussi dans la main droite, le taureau arrivant de la gauche du matador. C’est donc, en quelque sorte, une « naturelle à l’envers ».
- La « passe de poitrine de la droite ». De même que le derechazo est une « naturelle à l’envers », la passe de poitrine de la droite est une « passe de poitrine à l’envers ».
- Les « passes aidées ». La muleta tenue dans la main gauche est soutenue et agrandie à l’aide de l’épée tenue dans la main droite. L’exécution se rapproche de celle de la naturelle ; on peut également faire des passes de poitrine aidées.
- Plus encore d’autres : la bandera (« drapeau »), le molinete (« moulinet »), l’« orticina » (inventée par Pepe Ortiz), la « manoletina » (attribuée à « Manolete »).

Il existe aussi une faena de campo, qui résume toutes les opérations effectuées avec les taureaux dans un élevage : ferrata, tienta, encierro.

## Préparation à l'estocade
Il existe plusieurs types de faenas selon le choix du matador et l'adversaire à vaincre. La faena de aliño est celle dans laquelle le matador s'implique uniquement dans la préparation à l'estocade, sans intention artistique. La faena de aseo est une suite d’adornos (ou passes artistiques telles que celles décrites ci-dessus). La faena corte y por derecho est un travail rapide et efficace. 
Selon Claude Popelin et Yves Harté, la faena ne peut jamais être conçue à l'avance (« prefabricada »). À un journaliste qui lui demandait s'il pouvait arrêter dans sa tête la faena qu'il ferait, Ángel Teruel répondit : « Je vous avouerai qu'à mes débuts, je rêvais toujours de réaliser des passes extraordinaires qui surprendraient le public, et que les taureaux ne m'ont jamais laissé en placer une seule. »
La faena s'arrête quand le taureau cesse de passer, et le matador doit savoir la limiter pour laisser à l'animal le dernier élan pour l'estocade.
Lorsque la faena est totalement réussie, on parle de faena cumbre (faena au sommet). 